# Ministerium für Wirtschaft, Tourismus, Landwirtschaft und Forsten des Landes Sachsen-Anhalt

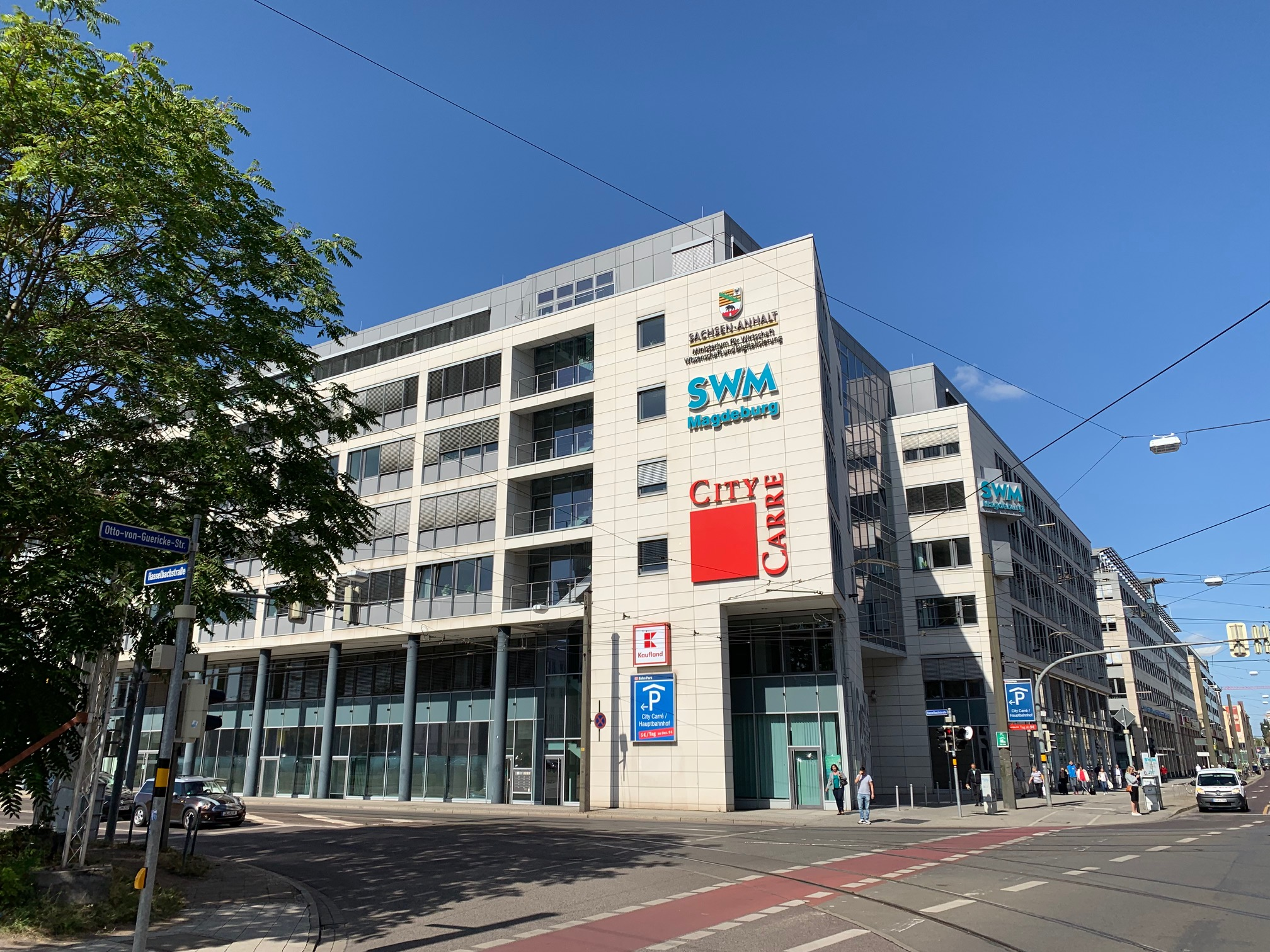
Hauptsitz in Magdeburg

Das Ministerium für Wirtschaft, Tourismus, Landwirtschaft und Forsten des Landes Sachsen-Anhalt (MWL) ist ein Ministerium der Landesregierung von Sachsen-Anhalt. Sitz ist das City Carré Magdeburg, Hasselbachstraße 4, in Magdeburg.
Minister ist seit dem 16. September 2021 Sven Schulze, ihm stehen Gert Zender und Stefanie Pötzsch als Staatssekretäre zur Seite.

## Geschichte
Nach dem Zweiten Weltkrieg bestanden zunächst noch keine Ministerien. In der 1945 gebildeten „Provinzialverwaltung Sachsen“ war für Wirtschaft ein Vizepräsident zuständig. 1946 wurde dann ein Ministerium für Wirtschaft und Verkehr gegründet. Dieses wurde 1949 zum Ministerium für Wirtschaft und zum Ministerium für Verkehr aufgespalten, wobei ersteres 1950 zum Ministerium für Wirtschaft, Industrie, Aufbau und Arbeit umgeformt wurde. Dieses bestand bis zur Auflösung des Landes 1952.
Mit der Wiedergründung des Landes Sachsen-Anhalt 1990 wurde das Ministerium für Wirtschaft, Technologie und Verkehr wiedergegründet. Dessen Zuständigkeiten wurde in den folgenden Regierungen mehrfach angepasst, wie in der Tabelle unten erwähnt. 

## Liste der Minister
Folgende Minister waren seit 1945 für Wirtschaft zuständig:
| Name                                                           | Amtsantritt                     | Kabinett                | Partei                  |
| Minister für Wirtschaft                                        | Minister für Wirtschaft         | Minister für Wirtschaft | Minister für Wirtschaft |
| -------------------------------------------------------------- | ------------------------------- | ----------------------- | ----------------------- |
| Ernst Thape                                                    | 16. Juli 1945                   | Hübener I               | SPD/SED                 |
| Willy Dieker                                                   | Oktober 1945                    | Hübener I               | SED                     |
| Minister für Wirtschaft und Verkehr                            |                                 |                         |                         |
| Willy Dieker                                                   | 3. Dezember 1946                | Hübener II              | SED                     |
| Paul Lähne                                                     | April 1949                      | Hübener II              | SED                     |
| Minister für Wirtschaft                                        |                                 |                         |                         |
| Paul Lähne                                                     | 10. Oktober 1949                | Bruschke I              | SED                     |
| Minister für Wirtschaft, Industrie, Aufbau und Arbeit          |                                 |                         |                         |
| Kurt Opitz                                                     | 24. November 1950               | Bruschke II             | SED                     |
| Von 1952 bis 1990 existierte kein Land Sachsen-Anhalt          |                                 |                         |                         |
| Minister für Wirtschaft, Technologie und Verkehr               |                                 |                         |                         |
| Horst Rehberger                                                | 2. November 1990 4. Juli 1991   | Gies Münch              | FDP                     |
| Rainhard Lukowitz                                              | 15. Dezember 1993               | Bergner                 | FDP                     |
| Minister für Wirtschaft und Technologie                        |                                 |                         |                         |
| Jürgen Gramke                                                  | 21. Juli 1994                   | Höppner I               | SPD                     |
| Klaus Schucht                                                  | 31. Januar 1995                 | Höppner I               | SPD                     |
| Minister für Wirtschaft, Technologie und Europaangelegenheiten |                                 |                         |                         |
| Klaus Schucht                                                  | 24. September 1996 26. Mai 1998 | Höppner I Höppner II    | SPD                     |
| Minister für Wirtschaft und Technologie                        |                                 |                         |                         |
| Matthias Gabriel                                               | 1. Februar 1999                 | Höppner II              | SPD                     |
| Katrin Budde                                                   | 1. Februar 2001                 | Höppner II              | SPD                     |
| Minister für Wirtschaft und Arbeit                             |                                 |                         |                         |
| Horst Rehberger                                                | 16. Mai 2002                    | Böhmer I                | FDP                     |
| Reiner Haseloff                                                | 24. April 2006                  | Böhmer II               | CDU                     |
| Minister für Wissenschaft und Wirtschaft                       |                                 |                         |                         |
| Birgitta Wolff                                                 | 19. April 2011                  | Haseloff I              | CDU                     |
| Hartmut Möllring                                               | 22. April 2013                  | Haseloff I              | CDU                     |
| Minister für Wirtschaft, Wissenschaft und Digitalisierung      |                                 |                         |                         |
| Jörg Felgner                                                   | 25. April 2016                  | Haseloff II             | SPD                     |
| Armin Willingmann                                              | 16. November 2016               | Haseloff II             | SPD                     |
| Minister für Wirtschaft, Tourismus, Landwirtschaft und Forsten |                                 |                         |                         |
| Sven Schulze                                                   | 16. September 2021              | Haseloff III            | CDU                     |

## Organisation
Das Ministerium ist entsprechend seiner Aufgabenbereiche in vier Abteilungen gegliedert:
- Abteilung 1: Verwaltung und Recht
- Abteilung 2: Digitalisierung und Innovation
- Abteilung 3: Wirtschaftsförderung und Bergbau
- Abteilung 4: Landwirtschaft, Gentechnik, Agrarmärkte, Veterinärwesen
- Abteilung 5: Forsten, Zahlstelle für EGFL und ELER
- Abteilung 6: Ländlicher Raum und Agrarpolitik

Neben den Abteilungen besitzt es für übergeordnete Aufgaben einen Leitungsstab.

## Wirtschaftsförderung
Die Investitions- und Marketinggesellschaft Sachsen-Anhalt mbH (IMG) ist die 1990 gegründete zentrale Wirtschaftsförderungsgesellschaft und Marketingagentur des Landes Sachsen-Anhalt. Aufsichtsratsvorsitzender ist Armin Willingmann. Die Gesellschaft übernimmt Aufgaben in den Bereichen der Unternehmensakquisition, der Wirtschaftsförderung, des Image- und Standortmarketing sowie des touristischen Außenmarketings.
Seit Januar 2019 verfolgt die Investitions- und Marketinggesellschaft eine Neuausrichtung mit einem verstärkten Fokus auf Wirtschaftsansiedlungen und der Vernetzung mit Forschungs- und Hochschuleinrichtungen.
Seit 2014 werden in den Aufsichtsrat Vertreter aus den Industrie- und Handelskammern berufen, um die intensive Vernetzung zur regionalen Wirtschaft zu gewährleisten.

## Nachgeordnete Behörden
- Landesamt für Geologie und Bergwesen[4]